# Masato Katayama
Masato Katayama (født 19. april 1984) er en tidligere japansk fodboldspiller.
Han har spillet for flere forskellige klubber i sin karriere, herunder Matsumoto Yamaga FC, FC Gifu og Mito HollyHock.